# Korfu (gmina)
Korfu (gr. Δήμος Κέρκυρας, Dimos Kierkiras) – gmina w Grecji, w administracji zdecentralizowanej Peloponez, Grecja Zachodnia i Wyspy Jońskie, w regionie Wyspy Jońskie, w jednostce regionalnej Korfu. W jej skład wchodzi między innymi wyspa Korfu. Siedzibą gminy jest Korfu. W 2011 roku liczyła 102 071 mieszkańców. Powstała 1 stycznia 2011 roku w wyniku połączenia dotychczasowych gmin: Korfu, Melitiis, Korisia, Parelia, Paliokastritsa, Lefkimi, Feakes, Tinali, Esperii, Achilio, Ajos Jeorjos i Kasopea oraz wspólnot: Otoni, Matraki i Erikusa.